# Helima Guerra
Helima Guerra is een Vlaamse van Algerijnse origine. Zij kwam in 1976 naar België en is sindsdien actief in de strijd voor gelijke rechten voor de vrouwen, en voor Vlamingen afkomstig uit andere culturen. 
Helima Guerra is voorzitster van Vrouwenstem vzw. De vzw bestaat sedert 2000 en werkt aan de emancipatie van allochtone en kansarme vrouwen. Rond gelijke kansen voor allochtone leerlingen organiseerde de Vrouwenstem in januari 2002 een studiedag. Helima Guerra benadrukt sterk de noodzaak van goede taalverwerving. In de emancipatiestrijd van allochtone vrouwen is kunnen lezen en schrijven onontbeerlijk. 
Helima Guerra is ook lid van de raad van bestuur van het Centrum voor gelijkheid van kansen en racismebestrijding (CGKR) en van het Steunpunt voor Allochtone Meisjes en vrouwen (SAMV). Zij is eveneens lid van de algemene vergadering van de Nationale Vrouwenraad.
Zij kreeg de Marie Popelinprijs van de Nationale Vrouwenraad in 2000.